# Фаза швидкого сну

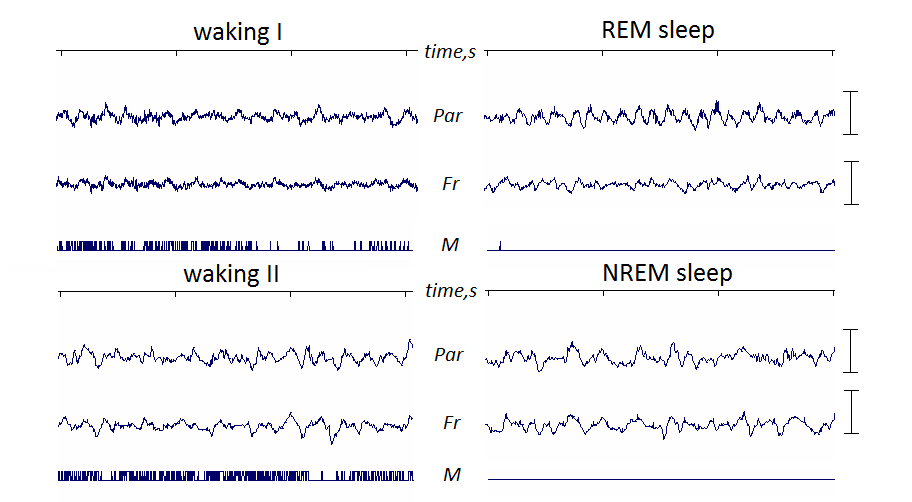

Фаза швидкого сну (rapid eye movement сон, фаза швидкого руху очей, фаза парадоксального сну) характеризується активним рухом очей та мозковою активністю, яка майже однаково висока порівняно з періодом неспання. Ця фаза характерна для людей та інших ссавців, а також для птахів.

## Історія
Відкриття фази швидкого сну було зроблено Юджином Асерінскі та Натаніелом Клейтманом у 1953 році в Чиказькому університеті. Асерінскі був аспірантом Клейтмана та проводив дослідження сну на своєму маленькому сині Армонді. Однієї ночі, прилад, який Асерінскі використовував для відслідковування фізіологічних показників, показав, що очі його сина швидко рухаються, і він знаходиться в активному стані. Аспірант подумав, що дитина прокинулася, та пішов перевірити чи все добре. На його здивування, Армонд спокійно спав. Це і стало приводом для великого відкриття у науці про сон. Асерінські зрозумів, що сон складається з різних фаз, однією з яких є фаза швидкого або парадоксального сну. «Парадоксальним» є те, що за фізіологічні показниками можна припустити, що людина не спить, але насправді вона перейшла в фазу швидкого сну.

## Фаза швидкого сну та сновидіння
Майже всі сни, які бачить людина, припадають на цю стадію. Особливо це стосується чітких снів, які людина схильна запам'ятовувати. Ранні експерименти Асерінські та Клейтмана продемонстрували, що досліджувані, які прокинулися на стадії швидкого сну, були здатні згадати зміст сновидінь на 74 %, порівнювано з менш ніж 10 % пригаданого тих, хто прокинувся під час повільного сну.

## Тривалість фази швидкого сну
Зазвичай від моменту засипання до початку парадоксального сну проходить біля 50 — 70 хвилин. Після цього ця стадія повторюється приблизно кожні 90 хвилин. В першу половину ночі, періоди парадоксального сну короткі (10 хвилин), але під ранок сон стає не таким глибоким, і ці періоди стають довшими (20-60 хвилин).
Середня тривалість фази швидкого сну варіюється в залежності від виду. Якщо, наприклад, велика рогата худоба проводить в ній всього біля 40 хвилин на добу, то опосуми можуть проводити до 7 годин. Сумарна тривалість парадоксального сну у людей залежить від віку. Його наявність була виявлена у ембріона на 24 тижні вагітності, і може досягати цілої доби. Серед новонароджених це близько 50 % сну, і до 4 років цей відсоток поступово зменшується до 20 — 25 %, які є типовими для середньостатистичного дорослого. В середньому віці це число знов починає зменшуватися і в старості становить близько 15 %.

## Фаза швидкого сну та рухливість
Коли тварини уві сні рухаються або видають якісь звуки — це означає що їх сон на даній фазі. Стовбур головного мозку надсилає гальмуючі сигнали, щоб запобігти надто активним рухам як у тварин, так і у людей. М'язи в цей час дуже розслаблені і тільки іноді кінцівки можуть трохи здригатися. Коли хтось каже, що відчув щось на схоже на параліч під час сну(особливо коли мова йде про нічні жахи) — це може бути побічним ефектом цього гальмуючого впливу. Такі явища як лунатизм та енурез вірогідніше за все також пов'язані саме з порушенням цього механізму.
Не дивлячись на розслаблений тонус м'язів, такі фізіологічні показники як дихання та кров'яний тиск навпаки активізуються. Також відбувається приток крові до геніталій як у чоловіків, так і у жінок.

## Фаза швидкого сну, пам'ять та навчання
Найбільшу увагу дослідників отримав зв'язок фази швидкого сну з функціонуванням пам'яті. Вважається, що під час цієї фази здійснюється консолідація довготермінової пам'яті та формування спогадів. Наприклад, якщо концепція парадоксального сну для вас нова, то можливо вона ненадовго затримається в вашій короткостроковій пам'яті і ви швидко про неї забудете. Але якщо з якихось причин ваш мозок вирішить, що ця інформація корисна, він опрацює її під час цієї фази та переправить в довготермінову пам'ять. Відповідальною за це є маленька зона в центрі мозку, яка називається гіпокамп. Без неї людина не здатна формувати довготермінові спогади та страждає на амнезію.
Метью Вілсон з Масачусетського Університету Технологій вивчав вплив парадоксального сну на процеси запам'ятовування та навчання у щурів. Його команда вживила в мозок кожного піддослідного щура датчики, які записували патерни активації нейронів. На першому етапі щури були навчені знаходити їжу у лабіринті. На другому етапі вивчалась їх мозкова активність під час сну. Виявилось, що під час обох етапів активувалися однакові нейронні зв'язки. Тобто, входячи у швидку фазу сну, щури починали заново програвати вивчений досвід для кращого засвоєння.

## Фаза швидкого сну та креативність
Не дивлячись на те, що мозкова активність під час фази швидкого руху очей є схожою на активність під час фази неспання, ця схожість є більше кількісною, ніж якісною. Обидві фази мають свої особливості пов'язані з тим, як працюють нейромедіатори та ступенем активізації різних частин мозку. Ті ментальні зв'язки які б були відторгнені у стані неспання через логічне опрацювання, можуть бути утворені під час парадоксального сну. Зона мозку, яка відповідальна за контроль уваги характеризується зниженою активністю під час парадоксального сну. Таким чином, стан, коли формування зв'язків є досить вільним і не керується цією зоною, може бути плодючим ґрунтом для «thinking out-of-the-box», якого часто прагнуть, шукаючи нестандартні рішення. Історія знає багато випадків, коли проривні ідеї просто наснилися їх авторам. Дослідження показують, що під час фази швидкого сну активізуються слабкі асоціативні ланцюжки, які зазвичай є не достатньо сильними, щоб бути усвідомленими. Вільні нелогічні асоціації, які часто наділяють людські сновидіння беззмістовністю, можливо є поясненням чому людина може досягти інсайту під час сну.